# Barbus guildi
Barbus guildi är en fiskart som beskrevs av Loiselle, 1973. Barbus guildi ingår i släktet Barbus och familjen karpfiskar. IUCN kategoriserar arten globalt som otillräckligt studerad. Inga underarter finns listade.